# Remigia arabesca
Remigia arabesca là một loài bướm đêm trong họ Erebidae.